# Jim Gaffigan
Jim Gaffigan est un acteur américain, né le 7 juillet 1966 à Chesterton, dans l'Indiana. Ponctuellement, il est aussi scénariste et producteur.

## Biographie
Jim Gaffigan est un comédien américain, qui parle au sujet de la nourriture. Il est né et a grandi dans l'Indiana, avant de rejoindre New York à 24 ans.
Son père Michael, un banquier, a été président et chef de la direction de la Mercantile National Bank of Indiana pendant 15 ans jusqu'à sa retraite en 1991. Ancien séminariste, il s'est également engagé activement dans des œuvres caritatives locales. Il est décédé d'un cancer du poumon en 1999. Le père de Gaffigan a été le premier de sa famille à fréquenter l'université et il a encouragé ses enfants à rechercher des carrières promettant la sécurité d'emploi. Cependant, vers l'âge de cinq ans, Jim a annoncé qu'il voulait être un « acteur ».
Ses mémoires, Dad Is Fat (2013) et son dernier livre, Food: A Love Story (2014), sont tous deux publiés par Crown Publishers. Il a co-créé et joué dans une série télévisée TV Land basée sur sa vie intitulée The Jim Gaffigan Show. Il collabore beaucoup avec sa femme, l'actrice Jeannie Gaffigan, et ensemble, ils ont cinq enfants. Ils sont catholiques, un sujet qui revient fréquemment dans ses émissions de comédie, et lui et sa famille vivent actuellement à Manhattan, New York.

## Filmographie

### Comme acteur
- 1998 : New York, police judiciaire (saison 9, épisode 4) : George Rozakis
- 1998 : That '70s Show (série TV) : Roy Keen
- 1997 : Fool's Paradise
- 1997 : Reflections of a Sensitive Man : Eddie
- 1998 : From a High Place : Eph Williams
- 1998 : The Real Howard Spitz : Storekeeper
- 1999 : Puppet : Mr. Kamen
- 1999 : Random Play (série télévisée) : Various Roles
- 1999 : Personals : Waiter
- 1999 : Entropy : Bucky
- 1999 : Not Afraid to Say... : Larry
- 1999 : Kimberly : Jim at the Ad Agency
- 1999 : Les Rois du désert (Three Kings) : Cut Troy's Cuff Soldier
- 2000 : Little Pieces : Officer rodriguez
- 2000 : Killing Cinderella : Patrick
- 2000 : Endsville : Ivy Vaughn
- 2000 : Sidesplitters: The Burt & Dick Story : The Narrator
- 2000 : Wirey Spindell : Announcer #2
- 2000 : Welcome to New York (série télévisée) : Jim Gaffigan
- 2000 : Cry Baby Lane (TV) : Bob
- 2001 : Super Troopers : Larry Johnson
- 2001 : New York, unité spéciale (saison 2, épisode 15) : Oliver Tunney
- 2001 : 30 Years to Life : Russell
- 2001 : Final : Dayton
- 2002 : Hacks : Arty Hittle
- 2002 : New York, section criminelle (saison 2, épisode 1) : Russell Matthews
- 2002 : No Sleep 'til Madison : Owen
- 2002 : Igby (Igby Goes Down) : O'Hare Hilton Manager
- 2003 : The Paper Mache Chase : Barry
- 2003 : Season of Youth : Dr.Gelding
- 2004 : Bad Apple (TV) : Butters
- 2004 : 30 ans sinon rien (13 Going on 30) : Chris Grandy
- 2004 : Strip Search (TV) : Reverend Craig Peterson
- 2004 : Duane Incarnate : Bob
- 2005 : The Great New Wonderful : Sandie
- 2006 : Golden Trailer Awards (TV) : Host
- 2006 : Stephanie Daley : Joe
- 2007 : New York, section criminelle (saison 7, épisode 3) : Marty Palin
- 2009 : Away We Go : Lowell
- 2009 : New York, police judiciaire (saison 20, épisode 4) : Larry Johnson
- 2009 : 17 ans encore : Coach Murphy
- 2010 : Trop loin pour toi : Phil
- 2015 : Experimenter de Michael Almereyda : James McDonough
- 2015 : En cavale (Hot Pursuit) d'Anne Fletcher : Red
- 2017 : Outsider (Chuck) de Philippe Falardeau : John Stoehr
- 2017 : Le Secret des Kennedy (Chappaquiddick) de John Curran : Paul F. Markham
- 2019 : Le Souffle du serpent (Them That Follow) de Britt Poulton et Dan Madison Savage : Zeke
- 2019 : Playmobil, le film de Lino DiSalvo : Del (voix)
- 2020 : Target Number One de Daniel Roby : Glen Picker
- 2020 : Tesla de Michael Almereyda : George Westinghouse
- 2022 : Peter Pan et Wendy (Peter Pan & Wendy) de David Lowery : Monsieur Mouche (Mr. Smee en VO)
- 2023 : Full Circle (mini-série)
- 2024 : Unfrosted : L'épopée de la Pop-Tart (Unfrosted) de Jerry Seinfeld : Edsel Kellogg III

### Comme scénariste
- 2006 : Jim Gaffigan: Beyond the Pale (vidéo)

### Comme producteur
- 2000 : Welcome to New York (série télévisée)